# (8903) Paulcruikshank
(8903) Paulcruikshank est un astéroïde de la ceinture principale.

## Description
(8903) Paulcruikshank est un astéroïde de la ceinture principale. Il fut découvert le 26 octobre 1995 à Nachikatsuura par Yoshisada Shimizu et Takeshi Urata. Il présente une orbite caractérisée par un demi-grand axe de 2,60 UA, une excentricité de 0,16 et une inclinaison de 13,2° par rapport à l'écliptique.

## Compléments